# David Rittenhouse Porter

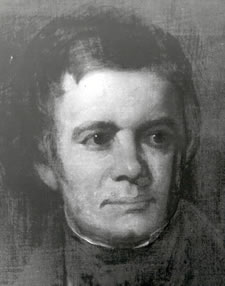
David Rittenhouse Porter

David Rittenhouse Porter (* 31. Oktober 1788 in Norristown, Pennsylvania; † 6. August 1867 in Harrisburg, Pennsylvania) war ein US-amerikanischer Politiker (Demokratische Partei) und von 1839 bis 1845 der 9. Gouverneur des Bundesstaates Pennsylvania.

## Frühe Jahre
Porter besuchte die Norristown Academy und plante danach ein Studium an der Princeton University. Nachdem diese aber 1802 durch ein Feuer abgebrannt war, musste er seine Pläne ändern. Stattdessen arbeitete er dann für seinen Vater, der Leiter der Landvermessungsbehörde von Pennsylvania war. Danach wurde er Manager einer Eisenwarenfabrik. Im Jahr 1814 wurde er Teilhaber einer Fabrik namens „Sligo Iron Works“, die aber fünf Jahre später während einer Wirtschaftskrise Konkurs anmeldete. Nebenher hat er damals noch Jura studiert und begann sich für Vieh- und Pferdezucht zu interessieren.

## Politischer Aufstieg
Nach dem Konkurs seiner Firma wandte sich Porter der Politik zu. Im Jahr 1820 wurde er in das Repräsentantenhaus von Pennsylvania gewählt. Dieses Mandat übte er drei Legislaturperioden lang aus. Danach wurde er am Bezirksgericht im Huntingdon County angestellt. Danach war er Urkundenbeamter im gleichen County. Ab 1836 war er Mitglied des Senats von Pennsylvania. Im Jahr 1838 wurde er zum neuen Gouverneur seines Staates gewählt. Der Wahlausgang gegen den Amtsinhaber Joseph Ritner von der Anti-Masonic Party war sehr knapp und führte zur Wahlanfechtung. Dabei kam es zwischen den Anhängern beider Seiten zu teilweise blutigen Auseinandersetzungen, ehe Porter als Gouverneur bestätigt wurde.

## Gouverneur von Pennsylvania
David Porter trat sein neues Amt am 15. Januar 1839 an. Er war der erste Gouverneur von Pennsylvania, der unter den Bestimmungen der 1838 in Kraft getretenen neuen Staatsverfassung amtierte. Diese sah unter anderem eine Beschränkung der Amtsdauer der Gouverneure auf zwei Amtszeiten vor. Porter schöpfte diese Möglichkeit voll aus. Nach einer Wiederwahl im Jahr 1842 konnte er bis zum 21. Januar 1845 amtieren. Fast seine gesamte Regierungszeit wurde von den Folgen der 1837 ausgebrochenen Wirtschaftskrise überschattet. Der Gouverneur reagierte mit Haushaltssperren und Steuererhöhungen. Auf der anderen Seite förderte er den Ausbau der Infrastruktur, vor allem der Wasserstraßen und Eisenbahnen. Trotz seiner Sparbemühungen stieg die Staatsverschuldung um 25 % in Porters Amtszeit an. Der Staat hatte aber genug Rücklagen, um die anfallenden Zinsen zu zahlen.
Im Jahr 1844 musste sich Porter mit gewalttätigen Unruhen in Philadelphia auseinandersetzen. Er war ein Verfechter der Gewaltenteilung und darüber kam es mit der Legislative zu einem Konflikt. Die Legislative hat sich, zumindest nach Porters Ansicht, damals zu sehr in die Befugnisse der Regierung und der Gerichte eingemischt. Dieses Verhalten brachte ihm ein, allerdings erfolgloses, Amtsenthebungsverfahren von Seiten der Legislative ein.

## Weiterer Lebenslauf
Nach dem Ablauf seiner Amtszeit zog sich Porter weitgehend aus der Politik zurück. Im Jahr 1856 unterstützte er den Präsidentschaftswahlkampf von James Buchanan. Zusammen mit Sam Houston, dem Gouverneur von Texas, forderte er eine transkontinentale Eisenbahnverbindung quer durch die Vereinigten Staaten. Beide Politiker votierten für eine südliche Route. In Harrisburg betrieb Porter eine Eisenverhüttungsfirma. Dort wurde erstmals mit Schmelzöfen, die mit Steinkohle befeuert wurden, experimentiert. David Porter erlebte noch den Bürgerkrieg und starb im Jahr 1867. Er war mit Josephine McDermott verheiratet. Das Paar hatte ein Kind. David Porter war ein Bruder von George B. Porter, der zwischen 1831 und 1834 Gouverneur im Michigan-Territorium war.
Das Porter Township im Clarion County wurde nach David Porter benannt.